# Hieraaetus
Hieraaetus és un gènere d'ocells rapinyaires de la família dels accipítrids (Accipitridae) que habita per gran part del Vell Món, Austràlia i Nova Guinea. Tradicionalment s'han ubicat dins aquest gènere una sèrie d'àligues semblants a les del gènere Aquila però amb menor grandària. D'aquesta manera en la classificació de Sibley i Monroe (1990) es consideraven dins aquest gènere les espècies Hieraaetus ayresii, Hieraaetus fasciatus, Hieraaetus kienerii, Hieraaetus morphnoides, Hieraaetus pennatus iHieraaetus spilogaster. Investigacions genètiques de principis del present segle, però, van mostrar que les quatre primeres espècies eren polifilètiques i es trobaven més prop de determinades espècies del gènere Aquila que no pas de la resta del seu grup tradicional. Això creava un problema taxonòmic, ja que l'àguila calçada és l'espècie tipus de Hieraaetus, i si es considerava dins del gènere Aquila calia assignar a la resta un nom genèric diferent.
De vegades les espècies de tots dos gèneres s'han classificat dins Aquila, com de fet apareix en la classificació de Clements 5ª Edició (2005). Christidis i Boles (2008) donen un enfocament alternatiu: acceptant que tant Aquila com Hieraaetus eren grups polifilètics, mouen de Hieraaetus cap a Aquila H. spilogaster i H. fasciatus i, en sentit contrari, H. wahlbergi. Aquesta solució s'ha acceptat en gran manera.
Es va demostrar, a més, que H. kienerii era diferent dels dos grups, i s'ha situat a un gènere nou: Lophotriorchis.

## Llistat d'espècies
Segons la classificació del IOC aquest gènere està format per les següents cinc espècies:
- Àguila d'Ayres (Hieraaetus ayresii)
- Àguila calçada australiana (Hieraaetus morphnoides)
- Àguila calçada comuna (Hieraaetus pennatus)
- Àguila de Wahlberg (Hieraaetus wahlbergi)
- Àguila de Weiske (Hieraaetus weiskei)